# Armand Hug
Armand Hug (* 6. Dezember 1910 in New Orleans; † 19. März 1977 ebenda) war ein US-amerikanischer Pianist im Bereich des Stride Piano und des Dixieland Jazz.
Armand Hug verbrachte die meiste Zeit seines Lebens in seiner Heimatstadt New Orleans und begann bereits mit 13 Jahren als professioneller Musiker zu arbeiten. 1926 spielte er bei Harry Shields, 1928 bei den New Orleans Owls und 1936 bei Sharkey Bonano, mit dem erste Aufnahmen entstanden. Bekannt war Hug vor allem als Solo-Pianist (In a Mist), der in Clubs der Stadt und lokalen Fernsehsendern auftrat. 1951 entstanden Duo-Aufnahmen mit Ray Bauduc für Okeh Records (Breezin Along). 1955 nahm er mit Tony Parenti & His Downtown Boys auf. In seinen späteren Jahren trat er im Royal Orleans Hotel auf.
Der Pianist ist nicht zu verwechseln mit dem Schweizer Rennfahrer gleichen Namens (* 1915).

## Diskographische Hinweise
- Armand Hug plays Armand Piron (Paramount Records, 1955), mit Phil Darois
- Armand Hug & New Orleans Dixielanders (Southland, 1958)
- His Piano from New Orleans (Southland)
- Dixieland from New Orleans (Southland Records, 1959)
- Dixieland from the Southland (Southland, 1959)
- Armand Hug of New Orleans (Swaggie Records, 1971)
- Piano Solos (Swaggie, ed. 2002)
- Bix Hug (Jazzology Records, 1976)